# Marvel Masterworks
Marvel Masterworks è una raccolta di fumetti edita da Marvel Comics cominciata nel 1987, che ripropone le serie classiche della casa americana. Ogni volume è dedicato a una singola serie, ed in ognuno di esso sono solitamente presenti 10 episodi della suddetta. Inizialmente sono stati riprodotte le storie degli anni sessanta (Vendicatori, Fantastici Quattro, X-Men e Uomo Ragno); in seguito la collana è stata arricchita con serie sia più moderne che antecedenti, pubblicando storie edite dai predecessori Marvel Timely Comics e Atlas Comics. La DC Comics ha un'edizione equivalente intitolata DC Archive Editions; la stessa Marvel ha, in seguito, realizzato un'ulteriore serie di ristampe economiche intitolata Essential Marvel, prive di copertina rigida, stampati in bianco e nero e dotati di carta di qualità inferiore.
- L'inizio degli anni trenta alla fine degli anni quaranta - Golden Age
- anni cinquanta - Atlas Era
- Fine degli anni cinquanta all'inizio degli Anni settanta - Silver Age
- L'inizio degli anni settanta alla metà degli anni ottanta - Bronze Age
- La metà degli anni ottanta fino ad oggi - Modern Age

## Edizioni italiane
La prima edizione in lingua italiana è nella collana Grandi Eroi Marvel, pubblicato dalla Comic Art, durata 21 volumi dal 1990 al 1994. Vennero pubblicate sia l'edizione cartonata, destinata alle librerie, che l'edizione brossurata, destinata alle edicole.
Dopo la pubblicazione del ventunesimo volume, dedicato al Dottor Strange, in cui furono ristampate le storie pubblicate in Strange Tales, la collana fu interrotta per l'acquisizione di tutti i diritti da parte di Marvel Italia. Fra i personaggi di spicco della Marvel, alcuni (Sub-Mariner su tutti) restarono così privi di un volume in edizione italiana loro dedicato. La Comic Art pubblicò anche -al di fuori della collana Grandi Eroi Marvel- due volumi contenenti le prime dieci storie della serie Capitan America Comics degli anni quaranta.
Dall'aprile 2007, Panini Comics ha cominciato a stampare la collana Marvel Masterworks, fedele versione in italiano della collana statunitense, con copertina cartonata e dotata di sovraccoperta. Malgrado l'aderenza al modello originale, la numerazione seguita non è la stessa adottata dall'edizione originale.

## Cronologia dell'edizione originale
Questa lista è suscettibile di variazioni e potrebbe essere incompleta o non aggiornata.

| Nr. | Testata                             | Albi ristampati | Age/Era       | Regular Ed.        | Pag. | Prima ed.      |
| --- | ----------------------------------- | --- | ------------- | ------------------ | ---- | -------------- |
| 1   | Amazing Spider-Man Vol. 1           | The Amazing Fantasy n. 15, The Amazing Spider-Man n. 1-10 | Silver        | ISBN 9780785112563 | 248  | novembre 1987  |
| 2   | Fantastic Four Vol. 1               | The Fantastic Four n. 1-10 | Silver        | ISBN 9780785111818 | 256  | novembre 1987  |
| 3   | X-Men Vol. 1                        | The X-Men n. 1-10 | Silver        | ISBN 9780785108450 | 241  | novembre 1987  |
| 4   | Avengers Vol. 1                     | The Avengers n. 1-10 | Silver        | ISBN 9780785108832 | 216  | settembre 1988 |
| 5   | Amazing Spider-Man Vol. 2           | The Amazing Spider-Man n. 11-19, Annual n. 1 | Silver        | ISBN 9780785112648 | 288  | ottobre        |
| 6   | Fantastic Four Vol. 2               | The Fantastic Four n. 11-20 e Annual n. 1 | Silver        | ISBN 9780785109808 | 295  | ottobre        |
| 7   | X-Men Vol. 2                        | The X-Men n. 11-21 | Silver        | ISBN 9780785109839 | 240  | novembre       |
| 8   | Incredible Hulk Vol. 1              | The Incredible Hulk n. 1-6 | Silver        | ISBN 9780785111856 | 150  | settembre 1989 |
| 9   | Avengers Vol. 2                     | The Avengers n. 11-20 | Silver        | ISBN 9780785111788 | 224  | settembre      |
| 10  | Amazing Spider-Man Vol. 3           | The Amazing Spider-Man n. 20-30, Annual n. 2 | Silver        | ISBN 9780785111887 | 272  | ottobre        |
| 11  | Uncanny X-Men Vol. 1                | The X-Men n. 94-100, Giant-Size X-Men n. 1 | Bronze        | ISBN 9780785111924 | 167  | novembre       |
| 12  | Uncanny X-Men Vol. 2                | The X-Men n. 101-110 | Bronze        | ISBN 9780785111931 | 181  | agosto 1990    |
| 13  | Fantastic Four Vol. 3               | The Fantastic Four n. 21-30 | Silver        | ISBN 9780785111825 | 295  | settembre      |
| 14  | Captain America Vol. 1              | Captain America in Tales of Suspense n. 59-81 | Silver        | ISBN 9780785111764 | 272  | ottobre        |
| 15  | Silver Surfer Vol. 1                | Silver Surfer n. 1-6, Fantastic Four Annual n. 5 (Storia secondaria: Silver Surfer 12 pag.)                                                                                     | Silver        | ISBN 9780785111870 | 260  | giugno 1991    |
| 16  | Amazing Spider-Man Vol. 4           | The Amazing Spider-Man n. 31-40 | Silver        | ISBN 9780785111894 | 216  | agosto         |
| 17  | Daredevil Vol. 1                    | Daredevil n. 1-11 | Silver        | ISBN 9780785112570 | 256  | settembre      |
| 18  | The Mighty Thor Vol. 1              | Thor da Journey Into Mystery n. 83-100 | Silver        | ISBN 9780785112679 | 288  | ottobre        |
| 19  | Silver Surfer Vol. 2                | Silver Surfer n. 7-18 | Silver        | ISBN 9780785111771 | 272  | dicembre       |
| 20  | Iron Man Vol. 1                     | Iron Man in Tales of Suspense n. 39-50 | Silver        | ISBN 9780785111863 | 197  | settembre 1992 |
| 21  | Fantastic Four Vol. 4               | The Fantastic Four n. 31-40, Annual n. 2 | Silver        | ISBN 9780785111832 | 272  | novembre       |
| 22  | Amazing Spider-Man Vol. 5           | The Amazing Spider-Man n. 41-50, King-Size Special n. 3 | Silver        | ISBN 9780785111900 | 240  | dicembre       |
| 23  | Doctor Strange Vol. 1               | Doctor Strange from Strange Tales n. 110-111, n. 114-141 | Silver        | ISBN 9780785111801 | 272  | dicembre       |
| 24  | Uncanny X-Men Vol. 3                | X-Men n. 111-121, Annual n. 3 | Bronze        | ISBN 9780785111948 | 197  | settembre 1993 |
| 25  | Fantastic Four Vol. 5               | The Fantastic Four n. 41-50, King-Size Special Annual n. 3 | Silver        | ISBN 9780785111849 | 240  | ottobre        |
| 26  | The Mighty Thor Vol. 2              | Thor e Tales of Asgard from Journey Into Mystery n. 101-110 | Silver        | ISBN 9780785111917 | 224  | gennaio 1994   |
| 27  | Avengers Vol. 3                     | The Avengers n. 21-30 | Silver        | ISBN 9780785111795 | 216  | febbraio       |
| 28  | Fantastic Four Vol. 6               | The Fantastic Four n. 51-60 e King-Size Special n. 4 | Silver        | ISBN 9780785112662 | 240  | ottobre 2000   |
| 29  | Daredevil Vol. 2                    | Daredevil n. 12-21 | Silver        | ISBN 9780785112655 | 224  | ottobre 2001   |
| 30  | The Mighty Thor Vol. 3              | Thor from Journey Into Mystery n. 111-120, Journey Into Mistery King-Size Special Annual n. 1                                                                                   | Silver        | ISBN 9780785112686 | 256  | novembre       |
| 31  | X-Men Vol. 3                        | The X-Men n. 22-31 | Silver        | ISBN 9780785112693 | 224  | 2002           |
| 32  | Sub-Mariner Vol. 1                  | Namor, the Sub-Mariner, Marvel Comics n. 1, Daredevil V.1 n. 7, Tales to Astonish n. 70-87                                                                                      | Silver        | ISBN 9780785108757 | 272  | maggio         |
| 33  | Amazing Spider-Man Vol. 6           | The Amazing Spider-Man n. 51-61, King-Size Special n. 4 | Silver        | ISBN 9780785113621 | 304  | aprile 2004    |
| 34  | Fantastic Four Vol. 7               | The Fantastic Four n. 61-71, King-Size Special n. 5 | Silver        | ISBN 9780785115847 | 304  | agosto         |
| 35  | X-Men Vol. 4                        | The X-Men n. 32-42 | Silver        | ISBN 9780785116073 | 240  | settembre      |
| 36  | G.Age Marvel Comics Vol. 1          | Marvel Comics n. 1, Marvel Mystery Comics n. 2-4 | Golden        | ISBN 9780785116097 | 272  | ottobre        |
| 37  | Uncanny X-Men Vol. 4                | The Uncanny X-Men n. 122-131, King-Size Annual n. 3 | Bronze        | ISBN 9780785116301 | 224  | ottobre        |
| 38  | Avengers Vol. 4                     | The Avengers n. 31-40 | Silver        | ISBN 9780785116387 | 224  | novembre       |
| 39  | Incredible Hulk Vol. 2              | Tales to Astonish n. 59 (Giant Man & Wasp) e Hulk from Tales to Astonish n. 60-79                                                                                               | Silver        | ISBN 9780785116547 | 266  | dicembre       |
| 40  | Uncanny X-Men Vol. 5                | X-Men n. 132-140, Annual n. 4, Phoenix: The Untold Story n. 1 (one-shot), Phoenix from Bizarre Adventures n. 27                                                                 | Bronze        | ISBN 9780785116981 | 312  | gennaio 2005   |
| 41  | Daredevil Vol. 3                    | Daredevil n. 22-32, King-Size Special n. 1 | Silver        | ISBN 9780785116967 | 304  | febbraio       |
| 42  | Fantastic Four Vol. 8               | The Fantastic Four n. 72-81, King-Size Special n. 6 | Silver        | ISBN 9780785116943 | 272  | marzo          |
| 43  | G.Age Captain America Vol. 1        | Captain America Comics n. 1-4 | Golden        | ISBN 9780785116196 | 272  | marzo          |
| 44  | Amazing Spider-Man Vol. 7           | The Amazing Spider-Man n. 62-67, King-Size Special n. 5, Spectacular Spider-Man Magazine n. 1-2                                                                                 | Silver        | ISBN 9780785116363 | 320  | aprile         |
| 45  | Iron Man Vol. 2                     | Iron Man in Tales of Suspense n. 51-65 | Silver        | ISBN 9780785117711 | 224  | maggio         |
| 46  | Captain America Vol. 2              | Captain America in Tales of Suspense n. 82-99 e Captain America (V.1) n. 100 | Silver        | ISBN 9780785117858 | 240  | giugno         |
| 47  | G.Age The Sub-Mariner Comics Vol.1  | The Sub-Mariner Comics n. 1-4 | Golden        | ISBN 9780785116172 | 268  | giugno         |
| 48  | X-Men Vol. 5                        | The X-Men n. 43-53, The Avengers n. 53, Ka-Zar (prima serie) n. 2 e n. 3, Marvel Tales (1971) n. 30                                                                             | Silver        | ISBN 9780785117872 | 296  | luglio         |
| 49  | Doctor Strange Vol. 2               | Doctor Strange from Strange Tales n. 142-168 | Silver        | ISBN 9780785117377 | 277  | settembre      |
| 50  | Captain Marvel Vol. 1               | Marvel Super-Heroes n. 12-13 e Captain Marvel n. 1-9 | Silver        | ISBN 9780785111788 | 240  | settembre      |
| 51  | G.Age Human Torch Vol. 1            | The Human Torch n. 2-5A | Golden        | ISBN 9780785116233 | 264  | ottobre        |
| 52  | The Mighty Thor Vol. 4              | Thor from Journey Into Mystery n. 121-125, The Mighty Thor n. 126-130 | Silver        | ISBN 9780785118800 | 229  | novembre       |
| 53  | Fantastic Four Vol. 9               | The Fantastic Four n. 82-93 | Silver        | ISBN 9780785118466 | 272  | novembre       |
| 54  | Avengers Vol. 5                     | The Avengers n. 41-50, King-Size Special n. 1 | Silver        | ISBN 9780785118480 | 288  | dicembre       |
| 55  | G.Age All-Winners Vol. 1            | All-Winners Comics n. 1-4 | Golden        | ISBN 9780785118848 | 264  | dicembre       |
| 56  | Incredible Hulk Vol. 3              | Hulk from Tales to Astonish n. 80-101, The Incredible Hulk n. 102 | Silver        | ISBN 9780785120322 | 256  | gennaio 2006   |
| 57  | Tales to Astonish Vol. 1            | Tales to Astonish! n. 1-10 | Atlas         | ISBN 9780785118893 | 256  | gennaio        |
| 58  | Sgt. Fury Volume 1                  | Sgt.Fury and His Howling Commandos n. 1-13 | Silver        | ISBN 9780785120391 | 320  | febbraio       |
| 59  | Ant-Man/Giant-Man Vol. 1            | Ant-Man & Giant-Man stories from Tales to Astonish n. 27, 35-52 | Silver        | ISBN 9780785120490 | 288  | marzo          |
| 60  | G.Age Marvel Comics Vol. 2          | Marvel Mystery Comics n. 5-8 | Golden        | ISBN 9780785121121 | 272  | marzo          |
| 61  | X-Men Vol. 6                        | The X-Men n. 54-66 | Silver        | ISBN 9780785120568 | 320  | aprile         |
| 62  | Fantastic Four Vol.10               | The Fantastic Four n. 94-104 | Silver        | ISBN 9780785120612 | 225  | maggio         |
| 63  | Rawhide Kid Vol. 1                  | Rawhide Kid n. 17-25 | Silver        | ISBN 9780785121176 | 240  | giugno         |
| 64  | Captain America Vol. 3              | Captain America n. 101-113 | Silver        | ISBN 9780785120636 | 288  | luglio         |
| 65  | Iron Man Vol. 3                     | Iron Man in Tales of Suspense n. 66-83 e Tales to Astonish n. 82 | Silver        | ISBN 9780785120674 | 256  | agosto         |
| 66  | Human Torch Vol. 1                  | Human Torch storie da Strange Tales n. 101-117, Strange Tales Annual n. 2 | Silver        | ISBN 9780785120704 | 272  | settembre      |
| 67  | Amazing Spider-Man Vol. 8           | The Amazing Spider-Man n. 68-77, Marvel Super-Heroes n. 14 | Silver        | ISBN 9780785120742 | 240  | ottobre        |
| 68  | Tales of Suspense Vol. 1            | Tales of Suspense n. 1-10 | Atlas         | ISBN 9780785123538 | 272  | ottobre        |
| 69  | The Mighty Thor Vol. 5              | The Mighty Thor n. 131-140 e King-Size Special n. 2 | Silver        | ISBN 9780785120766 | 256  | novembre       |
| 70  | Avengers Vol. 6                     | The Avengers n. 51-58, King-Size Special n. 2 e The X-Men n. 45 | Silver        | ISBN 9780785120797 | 256  | dicembre       |
| 71  | G.Age All-Winners Vol. 2            | All-Winners Comics n. 5-8 | Golden        | ISBN 9780785124061 | 280  | dicembre       |
| 72  | Warlock Vol. 1                      | Marvel Premiere n. 1-2, Warlock n. 1-8, e The Incredible Hulk n. 176-178 | Bronze        | ISBN 9780785124115 | 288  | gennaio 2007   |
| 73  | Atlas Era Heroes Vol. 1             | Marvel Boy n. 1-2, Astonishing n. 3-6, Young Men n. 24-28 | Atlas         | ISBN 9780785124085 | 304  | gennaio        |
| 74  | Daredevil Vol. 4                    | Daredevil n. 33-41 e The Fantastic Four n. 73 | Silver        | ISBN 9780785120728 | 224  | febbraio       |
| 75  | Doctor Strange Vol. 3               | Doctor Strange n. 169-179 e The Avengers n. 61 | Silver        | ISBN 9780785124108 | 256  | marzo          |
| 76  | U.S.A. Comics Vol. 1                | U.S.A. Comics n. 1-4 | Golden        | ISBN 9780785124788 | 280  | marzo          |
| 77  | Iron Man Vol. 4                     | Iron Man from Tales of Suspense n. 84-99 e Iron Man & Sub-Mariner n. 1, The Invicible Iron Man n. 1                                                                             | Silver        | ISBN 9780785126782 | 256  | aprile         |
| 78  | Incredible Hulk Vol. 4              | The Incredible Hulk n. 103-110 e King-Size Special n. 1 | Silver        | ISBN 9780785126829 | 240  | maggio         |
| 79  | Sub-Mariner Vol. 2                  | Sub-Mariner from Tales to Astonish n. 88-101, Iron Man & Sub-Mariner n. 1, Prince Namor, The Sub-Mariner n. 1                                                                   | Silver        | ISBN 9780785126881 | 240  | giugno         |
| 80  | The Mighty Thor Vol. 6              | The Mighty Thor n. 141-152 | Silver        | ISBN 9780785126904 | 240  | luglio         |
| 81  | G.Age Sub-Mariner Vol. 2            | The Sub-Mariner Comics numero 5-8 | Golden        | ISBN 9780785122470 | 280  | agosto         |
| 82  | Captain Marvel Vol. 2               | Captain Marvel n. 10-21 | Silver        | ISBN 9780785124306 | 272  | agosto         |
| 83  | Nick Fury, Agent of SHIELD Vol. 1   | Nick Fury from Strange Tales n. 135-153, Tales of Suspense n. 78 e The Fantastic Four n. 21                                                                                     | Silver        | ISBN 9780785126867 | 288  | settembre      |
| 84  | Avengers Vol. 7                     | The Mighty Avengers n. 59-68, Marvel Super-Heroes n. 17 | Silver        | ISBN 9780785126805 | 256  | ottobre        |
| 85  | Strange Tales Vol. 1                | Strange Tales n. 1-10 | Atlas         | ISBN 9780785127710 | 272  | ottobre        |
| 86  | Amazing Spider-Man Vol. 9           | The Amazing Spider-Man n. 78-87 | Silver        | ISBN 9780785124627 | 224  | novembre       |
| 87  | Rawhide Kid Vol. 2                  | Rawhide Kid n. 26-35 | Silver        | ISBN 9780785126843 | 272  | dicembre       |
| 88  | G.Age Human Torch Vol. 2            | The Human Torch n. 5B-8 | Golden        | ISBN 9780785122500 | 280  | dicembre       |
| 89  | G.Age Daring Mystery Volume 1       | Daring Mystery Comics n. 1-4 | Golden        | ISBN 9780785124764 | 280  | gennaio 2008   |
| 90  | Uncanny X-Men Vol. 6                | X-Men n. 141-150 | Bronze        | ISBN 9780785120568 | 256  | febbraio       |
| 91  | Ant-Mant/Giant-Man Vol. 2           | Tales to Astonish n. 53-69 | Silver        | ISBN 9780785129110 | 304  | febbraio       |
| 92  | Atlas Era Heroes Vol. 2             | Men's Adventures n. 27-28, Captain America n. 76-78 e Human Torch n. 36-38 | Atlas         | ISBN 9780785124603 | 240  | febbraio       |
| 93  | Captain America Vol. 4              | Captain America n. 114-124 | Silver        | ISBN 9780785129363 | 240  | marzo          |
| 94  | Tales to Astonish Vol. 2            | Tales to Astonish n. 11-20 | Atlas         | ISBN 9780785129134 | 272  | marzo          |
| 95  | Captain Marvel Vol. 3               | Captain Marvel n. 22-33 e Iron Man n. 55 | Bronze        | ISBN 9780785130154 | 288  | aprile         |
| 96  | The Mighty Thor Vol. 7              | The Mighty Thor n. 153-162 | Silver        | ISBN 9780785129240 | 224  | maggio         |
| 97  | Sgt. Fury Volume 2                  | Sgt. Fury and His Howling Commandos n. 14-23, King-Size Annual Sgt. Fury and His Howling Commandos n. 1                                                                         | Silver        | ISBN 9780785129288 | 240  | giugno         |
| 98  | Tales of Suspense Vol. 2            | Strange Tales n. 11-20 | Atlas         | ISBN 9780785129592 | 272  | giugno         |
| 99  | G.Age Captain America Vol. 2        | Captain America Comics n. 5-8 | Golden        | ISBN 9780785122289 | 256  | luglio         |
| 100 | The Defenders Vol. 1                | Prince Namor, The Sub-Mariner n. 34-35, Marvel Feature n. 1-3 e Defenders n. 1-6                                                                                                | Silver        | ISBN 9780785130444 | 240  | luglio         |
| 101 | Amazing Spider-Man Vol.10           | The Amazing Spider-Man n. 88-99 | Silver        | ISBN 9780785129325 | 256  | agosto         |
| 102 | G.Age Marvel Comics Vol. 3          | Marvel Mystery Comics n. 9-12 | Golden        | ISBN 9780785124726 | 272  | agosto         |
| 103 | Fantastic Four Vol.11               | The Fantastic Four n. 105-116 | Bronze        | ISBN 9780785130468 | 272  | settembre      |
| 104 | Atlas Era Heroes Vol. 3             | Sub-Mariner n. 33-42 | Atlas         | ISBN 9780785129301 | 272  | settembre      |
| 105 | X-Men Vol. 7                        | Beast from Amazing Adventures n. 11-17, Marvel Team-Up n. 4, Amazing Spider-Man n. 92, The Incredible Hulk n. 150 e n. 161                                                      | Bronze        | ISBN 9780785130482 | 256  | ottobre        |
| 106 | Journey Into Mystery Vol. 1         | Journey Into Mystery n. 1-10 | Atlas         | ISBN 9780785129264 | 272  | ottobre        |
| 107 | Iron Man Vol. 5                     | The Invicible Iron Man n. 2-13 | Silver        | ISBN 9780785134930 | 272  | novembre       |
| 108 | G.Age All-Winners Vol. 3            | All-Winners Comics n. 9-14 | Golden        | ISBN 9780785133575 | 304  | novembre       |
| 109 | Avengers Vol. 8                     | The Mighty Avengers N. 69-79 | Bronze        | ISBN 9780785129349 | 240  | dicembre       |
| 110 | Daredevil Vol. 5                    | Daredevil n. 42-53 | Silver        | ISBN 9780785130420 | 272  | gennaio 2009   |
| 111 | G.Age Captain America Vol. 3        | Captain America Comics n. 9-12 | Golden        | ISBN 9780785128786 | 280  | gennaio        |
| 112 | The Mighty Thor Vol. 8              | The Mighty Thor n. 163-172 | Silver        | ISBN 9780785134978 | 224  | febbraio       |
| 113 | Strange Tales Vol. 2                | Strange Tales n. 11-20 | Atlas         | ISBN 9780785134893 | 272  | febbraio       |
| 114 | Human Torch Vol. 2                  | Human Torch stories from Strange Tales n. 118-134 | Silver        | ISBN 9780785135050 | 256  | aprile         |
| 115 | Incredible Hulk Vol. 5              | The Incredible Hulk n. 111-121 | Silver        | ISBN 9780785134916 | 240  | maggio         |
| 116 | G.Age Marvel Comics Vol. 4          | Marvel Mystery Comics n. 13-16 | Golden        | ISBN 9780785124740 | 280  | aprile         |
| 117 | Avengers Vol. 9                     | The Mighty Avengers n. 80-88 e The Incredible Hulk n. 140 | Bronze        | ISBN 9780785135012 | 224  | maggio         |
| 118 | Journey Into Mystery Vol. 2         | Journey Into Mystery n. 11-20 | Atlas         | ISBN 9780785134992 | 272  | maggio         |
| 119 | Warlock Vol. 2                      | Strange Tales (I serie) n. 178-181, Warlock n. 9-15, Marvel Team-Up n. 55, The Avengers Annual n. 7 e Marvel Two-in-One Annual n. 2                                             | Bronze        | ISBN 9780785135111 | 320  | giugno         |
| 120 | Sub-Mariner Vol. 3                  | Prince Namor, The Sub-Mariner n. 2-13 | Silver        | ISBN 9780785134879 | 272  | agosto         |
| 121 | G.Age Young Allies Vol. 1           | Young Allies n. 1-4 | Golden        | ISBN 9780785128762 | 288  | agosto         |
| 122 | Amazing Spider-Man Vol.11           | The Amazing Spider-Man n. 100-109 | Bronze        | ISBN 9780785135074 | 256  | agosto         |
| 123 | Black Knight/Yellow Claw Vol. 1     | Black Knight n. 1-5 e Yellow Claw n. 1-4 | Atlas         | ISBN 9780785135159 | 256  | agosto         |
| 124 | Iron Man Vol. 6                     | The Invicible Iron Man n. 14-25 | Silver        | ISBN 9780785141297 | 264  | settembre      |
| 125 | The Inhumans Vol. 1                 | The Mighty Thor n. 146-152, Amazing Adventures n. 1-10, The Avengers n. 95, Marvel Super-Heroes n. 15                                                                           | Silver        | ISBN 9780785141419 | 264  | ottobre        |
| 126 | Atlas Era Menace Vol. 1             | Menace n. 1-11 | Atlas         | ISBN 9780785135098 | 304  | ottobre        |
| 127 | Deathlok Vol. 1                     | Astonishing Tales n. 25-28 e n. 30-36, Marvel Spotlight n. 33, Marvel Team-Up n. 46, Marvel Two-In-One n 27 e n. 54, Captain America n. 286-288                                 | Silver/Bronze | ISBN 9780785130505 | 352  | novembre       |
| 128 | G.Age The Sub-Mariner Comics Vol. 3 | The Sub-Mariner Comics n. 9-12 | Golden        | ISBN 9780785133513 | 240  | dicembre       |
| 129 | Nick Fury, Agent of SHIELD Vol. 2   | Strange Tales n. 154-168, Nick Fury, Agent of S.H.I.E.L.D. n. 1-3 | Silver        | ISBN 9780785135036 | 272  | dicembre       |
| 130 | Doctor Strange Vol. 4               | Doctor Strange n. 180-183, Prince Namor The Sub-Mariner n. 22, The Incredible Hulk n. 126, Marvel Feature n. 1, Marvel Premiere n. 3-8                                          | Silver        | ISBN 9780785134954 | 272  | gennaio 2010   |
| 131 | Atlas Era Jungle Adventure Vol. 1   | Lorna, the Jungle Queen n. 1-5 e Lorna the Jungle n. 6-9 | Atlas         | ISBN 9780785141907 | 248  | gennaio        |
| 132 | Fantastic Four Vol.12               | The Fantastic Four n. 117-128 | Bronze        | ISBN 9780785142188 | 272  | febbraio       |
| 133 | G.Age Daring Mystery Volume 2       | Daring Mystery Comics n. 5-8 | Golden        | ISBN 9780785133643 | 280  | febbraio       |
| 134 | X-Men Vol. 8                        | The Mighty Avengers n. 110-111, Incredible Hulk n. 172, 180 e 181, Captain America n. 172-175, Marvel Team-Up n. 23 e 38, Defenders n. 15-16 and Giant-Size Fantastic Four n. 4 | Bronze        | ISBN 9780785142225 | 304  | marzo          |
| 135 | Tales to Astonish Vol. 3            | Tales to Astonish n. 21-30 | Atlas         | ISBN 9780785141969 | 272  | marzo          |
| 136 | The Inhumans Vol. 2                 | Inhumans n. 1-12, Captain Marvel n. 52-53, Fantastic Four Annual n. 12 e Collectors Item Classic n. 21: Medusa Pin-up                                                           | Silver        | ISBN 9780785141518 | 320  | aprile         |
| 137 | Avengers Vol.10                     | The Mighty Avengers n. 89-100 | Bronze        | ISBN 9780785133315 | 304  | maggio         |
| 138 | G.Age Captain America Vol. 4        | Captain America Comics n. 13-16 | Golden        | ISBN 9780785133612 | 280  | maggio         |
| 139 | Captain America Vol. 5              | Captain America n. 125-136 | Bronze        | ISBN 9780785142003 | 240  | giugno         |
| 140 | Strange Tales Vol. 3                | Strange Tales n. 21-30 | Atlas         | ISBN 9780785141921 | 248  | giugno         |
| 141 | Black Panther Vol. 1                | Black Panther from Jungle Action n. 6-24 | Bronze        | ISBN 9780785141983 | 352  | luglio         |
| 142 | Human Torch Vol. 2                  | Human Torch from Strange Tales n. 118-134 | Silver        | ISBN 9780785133490 | 256  | luglio         |
| 143 | Sgt. Fury Volume 3                  | Sgt. Fury and His Howling Commandos n. 24-32, King-Size Annual Sgt. Fury and His Howling Commandos n. 2                                                                         | Silver        | ISBN 9780785142126 | 240  | agosto         |
| 144 | Tales of Suspense Vol. 3            | Strange Tales n. 21-31 | Atlas         | ISBN 9780785141945 | 304  | agosto         |
| 145 | Amazing Spider-Man Vol.12           | The Amazing Spider-Man n. 110-120 | Bronze        | ISBN 9780785142140 | 240  | settembre      |
| 146 | The Mighty Thor Vol. 9              | The Mighty Thor n. 173-183 | Silver        | ISBN 9780785142201 | 240  | ottobre        |
| 147 | Journey Into Mystery Vol. 3         | Journey Into Mystery n. 21-30 | Atlas         | ISBN 9780785141884 | 272  | ottobre        |
| 148 | The Defenders Vol. 2                | Defenders n. 7-16, Giant-Size Defenders n. 1 and The Mighty Avengers n. 115-118                                                                                                 | Silver        | ISBN 9780785142164 | 312  | novembre       |
| 149 | G.Age Marvel Comics Vol. 5          | Marvel Mystery Comics n. 17-20 | Golden        | ISBN 9780785133674 | 280  | novembre       |
| 150 | Marvel Team-Up Vol. 1               | Marvel Team-Up n. 1-11 | Bronze        | ISBN 9780785142102 | 248  | dicembre       |
| 151 | Uncanny X-Men Vol. 7                | Uncanny X-Men n. 151-159, X-Men Annual n. 5 and The Mighty Avengers Annual n. 10                                                                                                | Bronze        | ISBN 9780785135135 | 304  | gennaio 2011   |
| 152 | Atlas Era Battlefield Vol. 1        | Battlefield n. 1-11 | Atlas         | ISBN 9780785150107 | 336  | gennaio        |
| 153 | Sub-Mariner Vol. 4                  | Prince Namor, The Sub-Mariner n. 14-25 | Silver        | ISBN 9780785150480 | 240  | febbraio       |
| 154 | Golden Age Mystic Comics Vol. 1     | Mystic Comics n. 1-4 | Golden        | ISBN 9780785142065 | 272  | marzo          |
| 155 | Amazing Spider-Man Vol.13           | The Amazing Spider-Man n. 121-131 | Bronze        | ISBN 9780785150367 | 240  | marzo          |
| 156 | Strange Tales Vol. 4                | Strange Tales n. 31-39 | Atlas         | ISBN 9780785150145 | 248  | marzo          |
| 157 | Doctor Strange Vol. 5               | Marvel Premiere n. 9-14, Doctor Strange (seconda serie) n. 1-9 | Bronze        | ISBN 9780785150220 | 272  | aprile         |
| 158 | The Mighty Thor Vol.10              | The Mighty Thor n. 184-194 | Bronze        | ISBN 9780785150466 | 248  | maggio         |
| 159 | Atlas Era Jungle Adventure Vol. 2   | Jungle Tales n. 1-4, Jungle Action n. 1-3 e Lorna the Jungle Girl n. 10-12 | Atlas         | ISBN 9780785150121 | 272  | giugno         |
| 160 | Iron Fist Vol. 1                    | Marvel Premiere n. 15-25 e Iron Fist n. 1-2 | Bronze        | ISBN 9780785150329 | 256  | giugno         |
| 161 | G.Age Captain America Vol. 5        | Captain America Comics n. 17-20 | Golden        | ISBN 9780785142027 | 280  | giugno         |
| 162 | Avengers Vol.11                     | The Mighty Avengers n. 101-111 e Daredevil and the Black Widow n. 99 | Bronze        | ISBN 9780785133315 | 272  | luglio         |
| 163 | Daredevil Vol. 6                    | Daredevil n. 54-63 | Silver        | ISBN 9780785150206 | 224  | agosto         |
| 164 | Atlas Era Venus Vol. 1              | Venus n. 1-9, Lana n. 4 e Marvel Mystery Comics n. 91 | Atlas         | ISBN 9780785150183 | 296  | agosto         |
| 165 | Iron Man Vol. 7                     | The Invicible Iron Man n. 26-38 e Daredevil n. 73 | Bronze        | ISBN 9780785150442 | 288  | settembre      |
| 166 | G.Age Marvel Comics Vol. 6          | Marvel Mystery Comics n. 21-24 | Golden        | ISBN 9780785142041 | 280  | settembre      |
| 167 | Incredible Hulk Vol. 6              | The Incredible Hulk n. 122-134 | Bronze        | ISBN 9780785150428 | 280  | ottobre        |
| 168 | Strange Tales Vol. 5                | Strange Tales n. 40-48 | Atlas         | ISBN 9780785150169 | 248  | ottobre        |
| 169 | Fantastic Four Vol.13               | The Fantastic Four n. 129-141 | Bronze        | ISBN 9780785150404 | 288  | novembre       |
| 170 | G.Age All-Winners Vol. 4            | All-Winners Comics n. 15-19, 21 e All-Winners Comics (seconda serie) n. 1 | Golden        | ISBN 9780785133599 | 312  | novembre       |
| 171 | Nick Fury, Agent of SHIELD Vol. 3   | Nick Fury, Agent of S.H.I.E.L.D. n. 4-16, The Mighty Avengers n. 72 and Marvel Spotlight n. 31                                                                                  | Bronze        | ISBN 9780785150343 | 320  | dicembre       |
| 172 | U.S.A. Comics Vol. 2                | U.S.A. Comics n. 5-8 | Golden        | ISBN 9780785133650 | 280  | dicembre       |
| 173 | Captain Marvel Vol. 4               | Captain Marvel n. 34-46 | Bronze        | ISBN 9780785158776 | 248  | gennaio 2012   |
| 174 | Tales to Astonish Vol. 4            | Tales to Astonish n. 31-51 e 54 | Atlas         | ISBN 9780785158813 | 288  | gennaio        |
| 175 | Uncanny X-Men Vol. 8                | Uncanny X-Men n. 160-167, King-Size Annual X-Men n. 6 and materiale da Special Edition X-Men n. 1 e Marvel Treasury Edition numeri 26-27                                        | Bronze        |                    | 288  | febbraio       |
| 176 | The Mighty Thor Vol.11              | The Mighty Thor n. 195-205 | Bronze        | ISBN 9780785158851 | 248  | marzo          |
| 177 | G.Age Young Allies Vol. 2           | Young Allies n. 5-8 | Golden        | ISBN 9780785150305 | 280  | marzo          |
| 178 | Captain America Vol. 6              | Captain America n. 137-148 | Bronze        | ISBN 9780785158752 | 280  | aprile         |
| 179 | Avengers Vol.12                     | The Mighty Avengers n. 112-119, Defenders n. 8-11 e materiale da FOOM n. 5-7 | Bronze        | ISBN 9780785158790 | 264  | maggio         |
| 180 | Journey Into Mystery Vol. 4         | Journey Into Mystery n. 31-40 | Atlas         |                    | 272  | maggio         |
| 181 | Marvel Team-Up Vol. 2               | Marvel Team-Up n. 12-22 e Daredevil and the Black Widow n. 103 | Bronze        | ISBN 9780785159339 | 256  | giugno         |
| 182 | Amazing Spider-Man Vol.14           | The Amazing Spider-Man n. 132-142 e Giant-Size Super-Heroes n. 1 | Bronze        | ISBN 9780785159759 | 256  | luglio         |
| 183 | G.Age Marvel Comics Vol. 7          | Marvel Mystery Comics n. 25-28 | Golden        | ISBN 9780785150268 | 280  | luglio         |